# La Mixteca

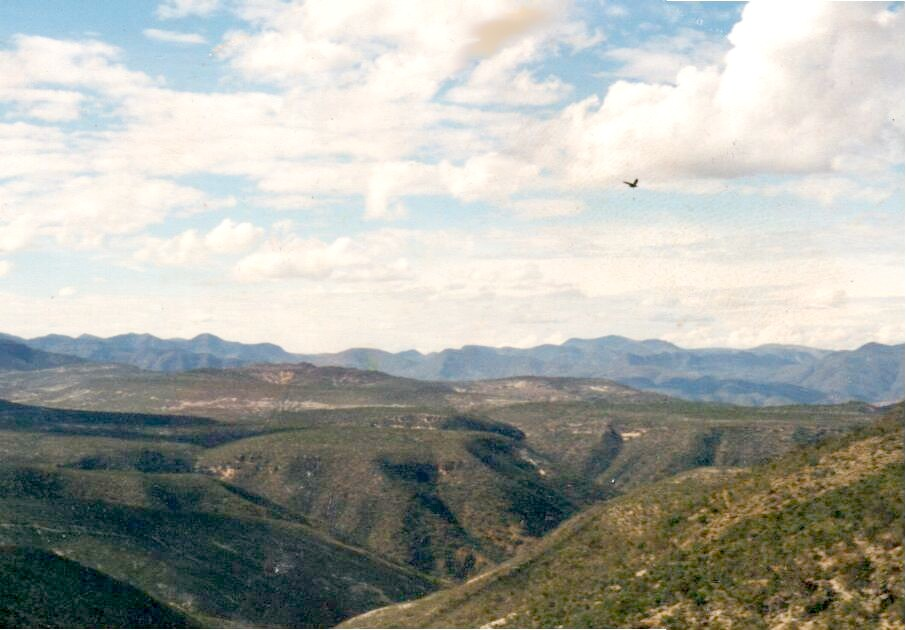
La sierra Mixteca, cerca de Nativitas Monte Verde, en el estado de Oaxaca.

La Mixteca (en mixteco, Ñuu Savi; pronunciación: [ˈɲuu ˈsaβi]) es una zona cultural, económica y política compartida por los estados de Puebla, Guerrero y Oaxaca. Se localiza en el sur de México, y está poblada históricamente por los pueblos de la gran familia amuzgo-mixtecana, constituida por los amuzgos, cuicatecos, mixtecos y triquis.
La Mixteca abarca una superficie aproximada de 35.000 kilómetros cuadrados, donde convergen el Eje Neovolcánico y la Sierra Madre del Sur.

## Historia

### Período Clásico

#### Estilo ñuiñe
En la Mixteca Baja se ha reconocido un estilo artístico artesanal basado en hallazgos por Alfonso Caso y John Paddock. Este último lo denominó como "estilo ñuiñe" en 1965. El nombre del estilo se basa en el vocablo mixteco Ñuu I'ni (Tierra Caliente) que designa a la Mixteca Baja en la lengua mixteca.
La cultura ñuiñe floreció en el Período Clásico, entre 400 y 700 DC. Elementos de la cultura ñuiñe se han encontrado en el sur del Estado de Puebla y el noroeste del Estado de Oaxaca, en las siguientes localidades: El Cerro de las Minas (Huajuapan), Diquiyú, Tequixtepec, Huamelulpan, Monte Negro y Cuthá, entre otros.

#### Monte Albán y la Tumba 7
La zona arqueológica de Monte Albán fue fundada por los zapotecos en el Periodo Clásico, pero los mixtecos reutilizaron este complejo religioso cientos de años después de que los zapotecos lo hubiesen abandonado. El 9 de enero de 1932, el arqueólogo mexicano Alfonso Caso descubrió el tesoro de la Tumba 7, una construcción funeraria que incluye objetos de barro, ónix, cristal, hueso pulido, jade y conchas de mar. Además, el tesoro incluye las piezas de oro más impresionantes de Mesoamérica, lo cual confirma el alto nivel de la orfebrería mixteca.

#### Mitla
La segunda zona arqueológica más importante de los mixtecos es la de Mitla, Oaxaca. El nombre Mitla proviene del vocablo náhuatl Mictlan, que significa "lugar de los muertos". Las primeras excavaciones modernas del sitio fueron hechas por Alfonso Caso y Daniel F. Rubín de la Barbolla en 1934 y 1935.
Mitla fue establecido inicialmente por los zapotecos, pero los mixtecos dominaron la zona desde el año 1000 DC hasta 1200 DC, a pesar de que la población siguió siendo zapoteca hasta la fecha. Hoy en día, las ruinas que aún están en pie son de origen mixteco. Hay varias columnas, dos plazas públicas, tumbas y decoraciones geométricas, todo hecho de piedra y estuco. Las decoraciones tienen grecas y formas geométricas que aluden a elementos de la naturaleza.

### Período Posclásico

#### Estilo Mixteca-Puebla
El complejo arqueológico Mixteca-Puebla se desarrolló en el Período Posclásico Tardío en lo que es hoy Puebla, Tlaxcala y Oaxaca. El estilo se caracteriza por el barro policromado estilo códice. Aunque los hallazgos se han concentrado en zonas donde se habla el náhuatl, también se han encontrado en Acatlán y Chinantla, de la cultura mixteca. La iconografía del barro policromado del estilo Mixteca-Puebla se parece al de los códices mixtecos y a los códices del Grupo Borgia, de hecho, se considera que todos los códices prehispánicos mixtecos que han sobrevivido pertenecen al estilo Mixteca-Puebla.

#### Códices mixtecos prehispánicos
De los 16 códices prehispánicos que han sobrevivido en América, cinco son mixtecos:
- Códice Bodley (también conocido como Códice Añute).
- Códice Colombino-Becker.
- Códice Nuttall.
- Codex Vindobonensis Mexicanus I.
- Códice Selden (concluido en el siglo XVI).

Además, aunque no se haya identificado el lugar de origen de los códices del grupo Borgia, está claro que, de no ser mixtecos, al menos tienen influencia mixteca.
- El Códice Borgia, al cual debe su nombre el grupo.
- El Códice Cospi.
- El Códice Fejérváry-Mayer.
- El Códice Laud.
- El Códice Vaticanus B.

## La formación de la Tierra
La Mixteca es una zona de grandes contrastes. Como se ha dicho, está marcada por la presencia de la Sierra Madre del Sur y el Eje Neovolcánico, que señala su límite norte. Al oriente, señalan sus límites la cañada de Cuicatlán, los Valles Centrales de Oaxaca y la región chatina. Al poniente, la Mixteca termina en las sierras que limitan los valles morelenses y la región central del estado de Guerrero. Su límite sur está constituido por las costas del océano Pacífico. Debido a la presencia de grandes cadenas montañosas, la Mixteca no se caracteriza por la planitud de sus suelos, sino al contrario, presenta notables accidentes que hacen complicada su topografía y las comunicaciones de la región con el resto del país.
Debido a las distintas altitudes que alcanza el terreno, la Mixteca se subdivide en tres áreas ecológicas:
- Mixteca Baja (Ñuu I'ni): corresponde a la zona noroeste del estado de Oaxaca y el suroeste de Puebla.
- Mixteca Alta (Ñuu Savi Sukun): abarca el noreste de Guerrero y el oeste de Oaxaca.
- Mixteca de la Costa (Ñuu Andivi): corresponde a la Costa Chica, que a su vez es compartida por los estados de Guerrero y Oaxaca.

La región de la mixteca se ubica al noroeste de la ciudad de Oaxaca, colinda con los estados de Puebla y Guerrero, con la Región de la Cañada. Los mixtecos formaron una de las civilizaciones de mayor importancia en Mesoamérica que tras la conquista formó un híbrido entre lo autóctono y lo europeo.
La Mixteca Oaxaqueña tiene paisajes como son la Laguna Encantada de Tecomaxtlahuaca, las cascadas de Santiago Apoala, las peñas y el cañón que acompañan al río que atraviesa la región. Además, cuenta con actividades culturales como son las comidas en las fiestas patronales que cuenta con platillos típicos como es el caldo de calderas y la barbacoa de borrego y el famoso pozole mixteco. También es posible visitar los conventos y templos dominicos tomando la Ruta de los Dominicos con su arquitectura virreinal que ofrece ciento diez parroquias y templos construidos en forma escalonada a lo largo del Camino Real.
Es como un "rosario" de conventos y demás estructuras antiguas, pero destaca en la Mixteca, el convento de Santo Domingo Yanhuitlán que está como a 70 kilómetros de la Ciudad de Oaxaca y su nombre significa en náhuatl "Tierra Nueva". Arquitectónicamente parece ser el más importante de todos los templos de Oaxaca, porque es de estilo barroco, con dos capillas de granesd famosas: la del Rosario y la de Sto. Domingo. En el coro se dice que hay un órgano tubular decorado con entrelazos y elementos vegetales dorados.
Situado a 27 km de Yanhuitlán se encuentra Teposcoloula que está integrado por una capilla abierta, el templo y la casa conventual o claustro. La capilla abierta o de indios es el máximo orgullo de Teposcolula, por su construcción con ideas góticas y renacentistas.
A 33 km de Teposcolula sobre un valle se encuentra San Juan Bautista Coixtlahuaca, su construcción está basada en el arte "tequitqui", hay una obra escultórica de origen indígena que tiene superficies planas y bordes cortantes, pero todavía no familiarizados con la obra europea tridimensional. La capilla abierta está dedicada a San Juan Bautista, es la construcción más importante por los acabados sofisticados de una bóveda de piedra.

## Cultura
En la Mixteca se hablan idiomas mutuamente ininteligibles pertenecientes a la gran familia amuzgo-mixtecana, una de las ramas de las lenguas otomangues. Los cuatro grupos lingüísticos de la Mixteca son el amuzgo, el cuicateco, el mixteco y el triqui. Los habitantes de La Mixteca se denominan a sí mismos na savi o na'ivi davi (gente de lluvia), pero comúnmente son conocidos como mixtecos. Los estudios arqueológicos de dicha cultura registran su presencia en el valle de Nochixtlán en la Mixteca Alta, aproximadamente 7000 años a. C.
La organización política y social de los señoríos mixtecos dejó una marca cultural identificable en reinos como Acatlán, Achiutla, Huajuapan, Teozacoalco, Tilantongo, Tlaxiaco, Tututepec, entre otros, que fueron distribuidos de manera estratégica en el amplio territorio mixteco.
La vestimenta de los pueblos originarios de La Mixteca es variada. Hoy en día el huipil tradicional aún se fabrica entre los amuzgos, los triquis y en varias comunidades mixtecas (Metlatónoc,Cochoapa el Grande, Yucunicoco, Yucuhiti, Santa María Zacatepec, Cuquila, San Miguel del Progreso y Jamiltepec. Las mujeres también hacen blusas tradicionales en Santiago Naranjas y Tijaltepec. En varias comunidades también tejen enredos que se pueden usar con un huipil. En la Mixteca de la Costa son famosos los enredos teñidos con caracol, grana y añil, portados tradicionalmente sin cubrir el torso.
La vestimenta tradicional de los hombres es el calzón y camisa de manta introducidos por los españoles. La comunidad de Santa María Zacatepec es uno de los últimos lugares de México donde aún se distingue la influencia del taparrabo prehispánico en la fabricación del calzón. En esta comunidad la vestimenta de los hombres está bordada con motivos zoomorfos coloridos. Otra comunidad donde el varón se distingue por su ropa colorida es Ixtayutla, pues tiñen el calzón y la camisa de manta de azul marino.